# Позвоночник
Позвоно́чник (лат. Columna vertebralis) — несущий элемент скелета позвоночных животных (в том числе, скелета человека).
Позвонки, из которых построен позвоночный столб, у разных групп животных имеют различное строение. У высших позвоночных между телами позвонков располагаются хрящевые прослойки — межпозвоночные диски. Они выполняют функцию амортизаторов и обеспечивают подвижность позвоночника. Каждый позвонок состоит из тела и дуги, которые ограничивают позвоночное отверстие, находящееся между ними, а также отростков — остистого, поперечных и суставных. Верхние дуги позвонков окружают спинной мозг, отростки сочленяют позвонки между собой, к ним прикрепляются мышцы. Вместе отверстия позвонков формируют позвоночный канал, являющийся вместилищем спинного мозга.

## Позвоночник рыб
Позвоночник рыб состоит из отдельных, несращённых позвонков. Позвонки рыб амфицельные (то есть обе их торцевые поверхности вогнутые), между позвонками находится хрящевая прослойка; невральные дуги, расположенные сверху над телами позвонков, формируют позвоночный канал, защищающий спинной мозг. Позвоночник делится на два отдела: туловищный и хвостовой. От позвонков туловища в стороны отходят рёберные отростки, к которым крепятся рёбра. В хвостовом отделе позвоночника боковых отростков нет, зато кроме невральной дуги имеется сосудистая (гемальная) дуга, которая прикрепляется к позвонку снизу и защищает проходящий в ней большой кровеносный сосуд — брюшную аорту. От невральных и гемальных дуг вертикально вверх и вниз отходят заострённые остистые отростки.

## Позвоночник земноводных
В позвоночнике земноводных выделяют 4 отдела: шейный, туловищный, крестцовый и хвостовой. Число позвонков — от 7 у бесхвостых до 200 у безногих земноводных. Шейный позвонок подвижно причленяется к затылочному отделу черепа (обеспечивает подвижность головы). К туловищным позвонкам прикрепляются рёбра (кроме бесхвостых, у которых они отсутствуют). Единственный крестцовый позвонок соединён с тазовым поясом. У бесхвостых позвонки хвостового отдела срастаются в одну кость.

## Позвоночник пресмыкающихся
В осевом скелете пресмыкающихся разделение на отделы более заметно, чем у земноводных. Хорошо различимы пять отделов позвоночника: шейный (лат. pars cervicalis), туловищный (пояснично-грудной, pars thoracolumbalis), поясничный, крестцовый (pars sacralis) и хвостовой (pars caudalis). Общее количество позвонков различно у разных видов (50—80, у змей возрастает до 140—435). Из позвонков шейного отдела (от 7 до 10) два передних (атлант и эпистрофей) образуют сустав, позволяющий голове не только двигаться в вертикальной плоскости относительно первого шейного позвонка, но и поворачиваться. В туловищном отделе от 16 до 25 позвонков, каждый с парой рёбер. Первые несколько пар ребер прикрепляются к грудине, образуя грудную клетку (отсутствует у змей). В крестцовом отделе всего два позвонка, к широким поперечным отросткам которых причленяется таз. Хвостовой отдел составляют несколько десятков (15—40) постепенно уменьшающихся в размерах позвонков. Последние хвостовые позвонки представляют собой небольшие палочковидные косточки. В некоторых группах рептилий осевой скелет имеет отличия. У змей отсутствует грудина. У черепах позвонки туловищного отдела срастаются со спинным щитом панциря, вследствие чего неподвижны.

## Позвоночник птиц
Позвоночный столб у птиц делится на шейный, грудной, поясничный и хвостовой отделы, которые имеют свои особенности строения. Так для всех отделов позвоночника, кроме шейного, обладающего большой гибкостью, характерно сращение многих позвонков между собой, что обусловливает неподвижность туловища птиц и имеет большое значение при полёте. Грудные позвонки срастаются в спинную кость (лат. notarium), а поясничные, крестцовые и хвостовые — в сложный крестец (лат. synsacrum), что приводит к компактности и малоподвижности скелета туловища. Позвонки птиц относятся к гастроцентральному типу.
Наиболее длинным и подвижным является шейный отдел. Он содержит от 9 до 25 позвонков (по другим данным, от 11 до 22, или от 11 до 25). Грудной отдел позвоночника большинства птиц негибок. В нём насчитывается 3—10 позвонков. Крестцовый отдел у птиц формируется сложный крестец, который состоит из последнего грудного позвонка, поясничных, крестцовых и нескольких хвостовых позвонков. В общей сложности количество позвонков сложного крестца варьирует от 10 до 23. Хвостовой отдел позвоночника состоит из примерно шести подвижных позвонков переднего отдела и примерно шести позвонков заднего отдела, слитых в пигостиль (копчиковую кость), к боковым поверхностям которого веером прикрепляются основания рулевых перьев. Таким образом пигостиль поддерживает рулевые перья. По другим данным, количество позвонков хвостового отдела варьирует от 4 до 9. По сравнению с рептилиями, хвостовой отдел у птиц намного меньше, так как крупный хвост не требуется для баланса с маленькой головой вокруг центра тяжести. У не летающих бескилевых (Ratitae), а также у некоторых летающих тинамуобразных (Tinamiformes) задние хвостовые позвонки не срастаются, остаются свободными и пигостиль не образуют.

## Позвоночник млекопитающих
Характерные черты в строении позвоночного столба млекопитающих: плоские поверхности позвонков (платицельные позвонки), между которыми располагаются хрящевые диски; условное расчленение позвоночника на пять отделов — шейный, грудной, поясничный, крестцовый и хвостовой (крестца нет лишь у современных китообразных); постоянное число шейных позвонков — 7 (как исключение, оно равно 6 у ламантина, а у некоторых ленивцев число шейных позвонков варьирует: у ленивца Гоффмана — от 5 до 6, у трёхпалых ленивцев — от 8 до 10). Грудной отдел позвоночника у млекопитающих чаще всего состоит из 12—15, поясничный — из 2—9, крестцовый — из 1—9 позвонков; сильнее всего варьирует число хвостовых позвонков: от 3 у гиббоновых до 49 у длиннохвостого ящера. К передним грудным позвонкам причленяются рёбра, соединённые с грудиной и образующие вместе с ней грудную клетку.

## Позвоночник человека
Позвоночник человека состоит из 32—33 позвонков, последовательно соединённых друг с другом в вертикальном положении. Позвоночный столб выполняет функцию опоры, защиты спинного мозга и участвует в движениях туловища и головы. Независимо от принадлежности к какому-либо отделу позвоночного столба, все позвонки, за исключением первого и второго шейных, имеют общий план строения. В позвонке различают тело и дугу. Тело позвонка (лат. corpus vertebrae) обращено вперёд и выполняет опорную функцию. Дуга позвонка (лат. arcus vertebrae) соединяется сзади с телом с помощью ножек дуг позвонка (лат. pediculli arcus vertebrae). Между телом и дугой располагается позвоночное отверстие (лат. foramen vertebrale). В совокупности все позвоночные отверстия образуют позвоночный канал (лат. canalis vertebralis), где находится спинной мозг. От дуги позвонка отходят отростки: сзади в сагиттальной плоскости остистый отросток (лат. processus spinalis), направо и налево от дуги — поперечные отростки (лат. processus transversus), вверх и вниз от дуги — верхние и нижний суставные отростки (лат. processus articulares superiores et inferiores). Основания суставных отростков ограничены верхними и нижними позвоночными вырезками (лат. incisurae vertebrales superiores et inferiores), которые при соединении соседних позвонков образуют межпозвоночные отверстия (лат. foramina intervertebralia). Через эти отверстия проходят кровеносные сосуды и спинномозговые нервы.
Различают 5 отделов позвоночника:
- Шейный отдел (7 позвонков, C1—C7);
- Грудной отдел (12 позвонков, Th1—Th12);
- Поясничный отдел (5 позвонков, L1—L5);
- Крестцовый отдел (5 позвонков, сросшихся в одну крестцовую кость или крестец);
- Копчиковый отдел (3-4 позвонков).

Есть 2 вида изгиба позвоночника: лордоз и кифоз. Лордоз — это те части позвоночника, которые выгнуты вентрально (вперед) — шейный и поясничный. Кифоз — это те части позвоночника, которые выгнуты дорсально (назад) — грудной и крестцовый.

### Соединение позвоночного столба с черепом
| Суставы                                                                   | Суставные поверхности                                                         | Виды сустава                             | Оси движения              | Вид движения в суставе                       |
| ------------------------------------------------------------------------- | ----------------------------------------------------------------------------- | ---------------------------------------- | ------------------------- | -------------------------------------------- |
| Атланто-затылочный (парный) articulation atlantooccipitalis               | Мыщелок затылочной кости, верхняя суставная ямка атланта                      | Эллипсовидный, двуосный, комбинированный | Фронтальная, саггитальная | Кивательные движения, боковые наклоны головы |
| Срединный атланто-осевой articulation atlantoaxialis mediana              | Ямка зуба (атланта), зуб осевого позвонка, поперечная связка атланта          | Цилиндрический, одноостный               | Вертикальная              | Вращательные движения, повороты головы       |
| Латеральный атланто-осевой (парный) articulation atlantoaxialis lateralis | Нижняя суставная ямка атланта, верхняя суставная поверхность осевого позвонка | Плоский, комбинированный                 | Многоосный, малоподвижный | Вращательные движения, повороты головы       |

## Патология
- Кифоз
- Лордоз
- Ретролистез
- Сколиоз